# Mono (album)
A Mono a The Icarus Line első teljes hosszúságú albuma. 2000-ben a Buddyhead Records, majd 2001. május 8-án a Crank! lemezkiadó gondozásában jelent meg.
Az album japán kiadása egy bónusz dalt is tartalmaz ("Kill Cupid With A Nail File", 1999-es kiadású 7 inch-es kislemez).

## Számlista
1. "Love Is Happiness" – 3:38
2. "You Make Me Nervous" – 3:29
3. "L.O.S.T." – 3:43
4. "Enemies In High Places" – 3:25
5. "In Lieu" – 8:15
6. "Feed A Cat To Your Cobra" – 2:53
7. "Oh Faithless" – 4:02
8. "Please Fire Me" – 4:15
9. "Keep Your Eyes Peeled" – 4:45
10. "Best Two Out Of Three" – 2:24
11. "Rape Of The Holy Mother" – 1:59
12. "SPMC" – 10:57